# テティサウルス亜科
テティサウルス亜科（Tethysaurinae）はモササウルス科の亜科であり、後期白亜紀の海洋に生息した有鱗目の双弓類である。テティサウルス亜科の属は北アメリカ大陸とアフリカ大陸から発見されており、パンノニアサウルスとテティサウルスの計2属のみが知られている。かつてはヤグアラサウルスとラッセロサウルスがテティサウルス亜科に分類されていたが、ロメオサウルスとともに新たな亜科であるヤグアラサウルス亜科に再分類された。
近縁なヤグアラサウルス亜科と同様に、テティサウルス亜科は全てプレシオペダル（原始的であり、後のモササウルス科ほど海洋に適応していない）だった。テティサウルス亜科はチューロニアンの時代に出現してサントニアンで絶滅を迎え、おそらく他のモササウルス科の亜科との生存競争に敗れたと考えられている。
テティサウルス亜科の語源はテティサウルス属（ギリシャ神話の海の女神テーテュースとギリシャ語の「トカゲ」）に由来する。

## 記載

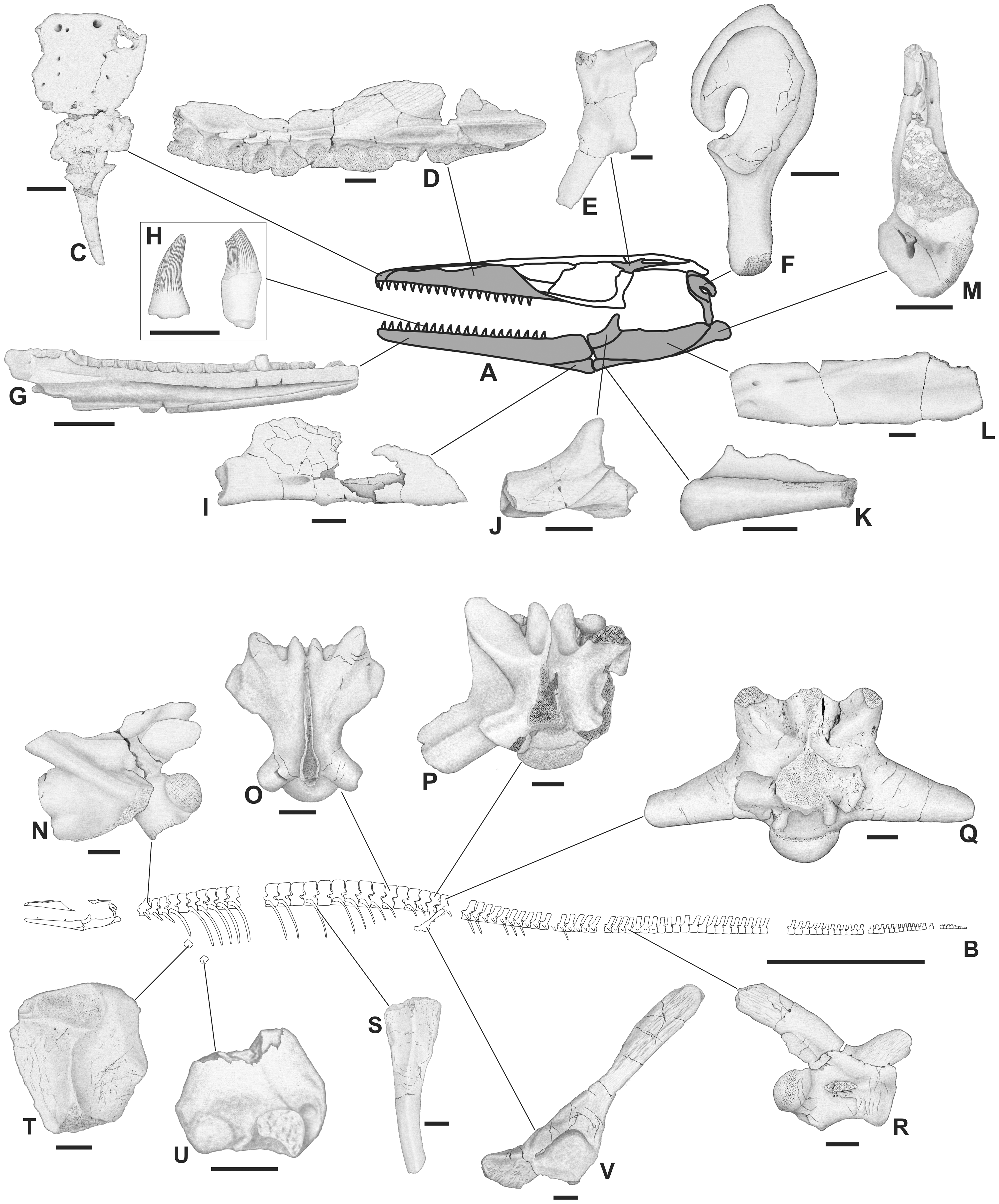
パンノニアサウルスの骨と復元

テティサウルス亜科は原始的で小型から中型のモササウルス科であり、モササウルス科の進化史において初期段階の時期に生息していた。テティサウルスは全長約3メートルで、パンノニアサウルスは6メートルに達した可能性がある。彼らの四肢はプレシオペダルの状態であり、後のモササウルス科ほど海洋での生活に適応しておらず、厚みのない体をしていたと推測されている。 パンノニアサウルスは唯一淡水の堆積層から発見されたモササウルス科爬虫類である。
Makádi et al. (2012) では、元々テティサウルス亜科は「テティサウルス・ノプクサイとラッセロサウルス・コヘニの最も新しい共通祖先とその全ての子孫」として定義されていた。ラッセロサウルスは現在ヤグアラサウルス亜科と考えられているため、この定義に従うと、ヤグアラサウルスもテティサウルス亜科へ分類されることになる。テティサウルス亜科の明瞭な特徴を以下に列挙する。
- 歯の前方に吻が存在しない。
- 前上顎骨と上顎骨の縫合線が第4上顎骨の正中線の前方または同じ位置に存在する。
- 前頭骨と頭頂骨の縫合線がほとんど真っ直ぐである。
- 方形骨の翼状の窪みが浅い。
- アブミ骨の溝が長い（長さが少なくとも幅の3倍）。
- 方形骨の遠位の関節丘が鞍型をなし、上方への偏向がない。
- 頚椎の神経細胞が椎体の腹側の最底辺を超える。
- 尾椎よりも前方の椎骨の椎体が背側腹側へ伸びる。
- 巨大な肋骨ないし側方突起を持つ2つの仙椎の断面が楕円形または卵型をなす。
- 仙椎の側方突起に腸骨を受け入れるための窪みが存在する。
- 尾椎の椎体が非常に長く（幅の2倍）、ポントサウルスに似る。
- 肩甲骨が前後方向に短い。
- 腸骨の後方に突起が存在し、背側の端に縦方向の溝と畝が存在する。恥骨を覆う前寛骨臼突起も存在する。

## 系統
テティサウルスはテティサウルス亜科で最も代表的な属であり、部分的な骨格も複数知られているため、亜科の名称はこの属に由来する。
本来の定義は「テティサウルス・ノプスカイとラッセロサウルス・コヘニの最も新しい共通祖先とその全ての子孫」である。下のクラドグラムは Makádi et al. (2012) に基づき、テティサウルス亜科内の関係を推定している。

|  | テティサウルス・ノプクサイ                                                                    |
|  |                                                                                               |
|  | \| \| ヤグアラサウルス・コロンビアヌス \| \| \| \| \| \| ラッセロサウルス・コヘニ \| \| \| \| |
|  |                                                                                               |
|  | ヤグアラサウルス・コロンビアヌス                                                              |
|  |                                                                                               |
|  | ラッセロサウルス・コヘニ                                                                      |
|  |                                                                                               |

|  | ヤグアラサウルス・コロンビアヌス |
|  |                                  |
|  | ラッセロサウルス・コヘニ         |
|  |                                  |

|  | テティサウルス・ノプクサイ                                                                    |
|  |                                                                                               |
|  | \| \| ヤグアラサウルス・コロンビアヌス \| \| \| \| \| \| ラッセロサウルス・コヘニ \| \| \| \| |
|  |                                                                                               |
|  | ヤグアラサウルス・コロンビアヌス                                                              |
|  |                                                                                               |
|  | ラッセロサウルス・コヘニ                                                                      |
|  |                                                                                               |

|  | ヤグアラサウルス・コロンビアヌス |
|  |                                  |
|  | ラッセロサウルス・コヘニ         |
|  |                                  |

ヤグアラサウルスとラッセロサウルスは現在ヤグアラサウルス亜科の属と考えられており、「ラッセロサウルスとロメオサウルスおよびヤグアラサウルスの最も新しい共通祖先と、その全ての子孫」として定義された。

## 種と分類
テティサウルス
テティサウルス・ノプクサイ
パンノニアサウルス
パンノニアサウルス・イネクスペクタトゥス